# 韋特莫爾冰川
74°38′S 63°35′W / 74.633°S 63.583°W
韋特莫爾冰川（英語：Wetmore Glacier）是南極洲的冰川，位於帕爾默地，全長64公里，流經勒爾山脈和拉塔迪山脈，由美國探險隊發現，現時由南極條約體系管理。